# Табожок
Табожок — вершина Курайского хребта в Кош-Агачском районе Республики Алтай. Вершина расположена в 15 км к северо-востоку от села Кош-Агач, имеет высоту 3201 м нум и составляет выделенный массив, отделённый от основной части Курайского хребта долинами рек Табожок и Кокоря.

## Этимология
От алт. Тöбöчöк — «маленькая вершина горы»